# Острво Макино
Острво Макино (Mackinac Island, чита се „Макино“, никада „макинак“) је острво површине 9.8 км2 које припада америчкој савезној држави Мичиген. Налази се на језеру Хјурон, на источном крају Пролаза Макино који ово језеро спаја са језером Мичиген, између Горњег и Доњег полуострва Мичигена. Острво је познато због свог историјског значаја, природних атракција, због готово потпуне забране моторних возила и као туристичко одредиште.
На острву су се налазиле постојбине америчких староседелаца пре него што су Европљани отпочели своја истраживања у 17. веку. Острво је имало стратешки важан положај на раскршћу водених и копнених путева током периода трговине крзном у области Великих језера, што је довело до оснивања Тврђаве Макино од стране Британаца током Америчке револуције. На њему су се одиграле две битке током рата 1812.
Током касног 19. века, острво Макино је постало популарно туристичко одредиште и летња колонија. На великом делу острва су извршени радови историјске заштите и обнове и данас се цело острво налази на списку америчких националних историјских знаменитости. Добро је познато по својим бројним културним догађајима као и по разноврсности архитектонских стилова, укључујући и чувени викторијански Гранд хотел. На острву се налази и једна од две званичне резиденције гувернера Мичигена. Преко 80% површине острва је заштићено као Државни парк Острво Макино.

## Опис
До острва се може стићи приватним бродом, фериботом (односно хидроглисером), малим авионом, и, зими, снегомобилом. Острвски аеродром има асфалтирану писту дужине 1.070 м, и на располагању је чартер авионски превоз са копна. Током летње туристичке сезоне, три одвојене компаније превозе посетиоце хидроглисерима до острва из Сент Игнаса и Макино Ситија.
Моторизована возила су забрањена на острву од 1898, са изузетком снегомобила током зиме, возила служби за ванредне ситуације и услужних возила. Превоз на острву се врши пешке, бициклом или коњском запрегом. Котураљке и ролери су такође дозвољени, осим у области центра градића. Бицикли, котураљке и ролери, кочије и јахачки коњи се могу изнајмити. Пут дужине 13 km прати обод острва, а бројни путељци и стазе покривају унутрашњост. Пут који кружи око острва одмах уз обалу је М-185, једини државни магистрални пут у Сједињеним државама без моторних возила.
На острву се налази Државни парк Острво Макино, који покрива око 80 одсто острва, и укључује Тврђаву Макино и делове историјског центра острвског градића и луке. Камовање није дозвољено на острву, али су на располагању бројни хотели и пансиони.
Улице у „центру“ су начичкане бројним малопродајним радњама, посластичарницама и ресторанима. Популарни производ посластичарница је локално справљани и широм САД познати „фаџ (fudge) са острва Макино“, због чега туристе често називају fudgies. Многе радње продају фаџ у великом броју варијаната, и неки посластичари раде већ више од века. Популарност локалног фаџа је довела до продаје и рекламирања фаџа са острва Макино не само широм Мичигена већ и другде у САД.